# Koni-Djodjo
Koni-Djodjo är en ort i Komorerna.   Den ligger i distriktet Anjouan, i den centrala delen av landet, 150 km öster om huvudstaden Moroni. Koni-Djodjo ligger 662 meter över havet och antalet invånare är 8 109. Den ligger på ön Anjouan.
Terrängen runt Koni-Djodjo är kuperad österut, men västerut är den bergig. Havet är nära Koni-Djodjo österut.  Närmaste större samhälle är Moutsamoudou, 11,3 km nordväst om Koni-Djodjo. 